# Summacanthium androgynum
Summacanthium androgynum är en spindelart som beskrevs av Christa L. Deeleman-Reinhold 200. Summacanthium androgynum ingår i släktet Summacanthium och familjen sporrspindlar.
Artens utbredningsområde är Sulawesi. Inga underarter finns listade i Catalogue of Life.